# Ordre de la Libération
« Croix de la Libération » redirige ici. Pour le monument d'Autun, voir Croix de la Libération (Autun).
Pour les articles homonymes, voir Libération.
L’ordre de la Libération est un ordre français, créé par le général de Gaulle en 1940 et destiné « à récompenser les personnes ou les collectivités militaires et civiles qui se seront signalées dans l'œuvre de libération de la France et de son Empire » lors de la Seconde Guerre mondiale. 
C'est le deuxième ordre national français après celui de la Légion d'honneur, et il ne comporte qu'un seul grade. Il est forclos depuis 1946, et seules 1 061 croix ont été accordées, à des personnes, unités militaires et communes, en récompense de hauts faits accomplis pour la Libération. Ses titulaires ont droit au titre de compagnon de la Libération.
L'insigne de l'ordre est la croix de Lorraine, et il porte au revers la devise : « Patriam servando, victoriam tulit » (« En servant la patrie, il a remporté la victoire »). Le ruban vert et noir symbolise l'état de la France en 1940, alliant le noir du deuil au vert de l'espérance.
Dans l'ordre de préséance des décorations en France, la croix de la Libération est portée immédiatement après la Légion d'honneur et avant la médaille militaire.

## Histoire
Après la bataille de Dakar le 25 septembre 1940, le général de Gaulle échoue à rallier l'Afrique-Occidentale française (à la différence de l'Afrique-Équatoriale française) et comprend que la Libération de la France sera longue. C'est dans ce contexte qu'il crée l'ordre de la Libération le 16 novembre 1940 à Brazzaville (république du Congo), pour récompenser les personnes ou collectivités qui se distinguent pour la libération de la France. À l'origine, le général de Gaulle pensait nommer les titulaires de cette décoration « croisés de la Libération » (il fait part de cette intention dans un télégramme du 15 novembre 1940 au colonel Fontaine). Mais, sur les conseils de René Cassin, qui souligne notamment la présence de musulmans et de juifs dans les rangs de la France libre, le terme emphatique et désuet, référence aux croisades, est abandonné au profit de compagnons de la Libération.
Dès le 29 janvier 1941, les cinq premiers compagnons de la Libération sont nommés et forment ainsi le premier conseil de l'ordre. Ce sont Henri Bouquillard, Félix Éboué, Emmanuel d'Harcourt, Edmond Popieul, et Georges Thierry d'Argenlieu. Il conçoit cet ordre comme un ordre religieux, en nommant comme premier chancelier de l'ordre l'amiral d'Argenlieu, ancien responsable des Carmes de Paris.
Seules 1 038 personnes, cinq communes et dix-huit unités combattantes se sont vues attribuer cette décoration entre janvier 1941 et janvier 1946.
En quittant le pouvoir en janvier 1946, le général de Gaulle signe un décret de forclusion qui met fin à l'attribution de la croix de la Libération (décret du 23 janvier 1946), car le but de la libération est atteint. Ce n'est qu'en deux occasions exceptionnelles que l'ordre sera rouvert par son grand maître, le général de Gaulle. L'une en 1958 pour Winston Churchill, premier ministre du Royaume-Uni, et l'autre à titre posthume en 1960 pour George VI, roi du Royaume-Uni.
L'ordre prévoyait dans ses statuts que le dernier compagnon détenteur sera enterré au mémorial de la France combattante du mont Valérien, dans le caveau no 9. Il s'agit d'Hubert Germain qui est inhumé le 11 novembre 2021 dans la crypte, un mois après sa mort, à l'occasion des commémorations de ce jour.
À compter du 16 novembre 2012, le Conseil national des communes « Compagnon de la Libération », établissement public créé par une loi de 1999, succède au Conseil de l'ordre dans la gestion de celui-ci. Le chancelier Fred Moore devient alors délégué national.
En novembre 2021, l'ordre est placé sous la protection du président de la République.

## Insigne

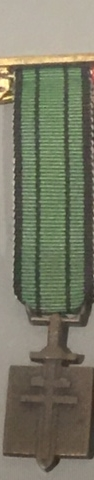
La miniature de la croix de la libération.

L'insigne de l'ordre est la croix de la Libération dont le dessin fut réalisé par le capitaine des Forces françaises libres Tony Mella : elle est faite d'un écu de bronze poli rectangulaire de 33 mm de haut sur 30 mm de large, portant un glaive en pal de 60 mm de haut sur 7 mm de large, dépassant en haut et en bas, surchargé d'une croix de Lorraine noire.
Les couleurs du ruban qui ont été choisies par le général de Gaulle sont le noir, exprimant le deuil de la France opprimée par les envahisseurs, et le vert, exprimant l'espérance de la Victoire. Par le message transmis, elles s'inspirent grandement de la médaille commémorative de la guerre 1870-1871 que le père du général, Henri de Gaulle avait lui-même reçu. Il y eut deux modèles de ruban, le premier, à bandes noires placées en diagonale, à l'anglaise, est décerné jusqu'en août-septembre 1942. Il est remplacé ensuite par le ruban définitif à bandes verticales.
Au revers de l'écu est inscrite la devise latine « Patriam servando, victoriam tulit » (« En servant la Patrie, il a remporté la victoire »).
Il se porte sur la poitrine, à gauche, juste après la Légion d'honneur et avant la médaille militaire.
La maquette de la croix fut réalisée par la succursale londonienne du joaillier Cartier. Les premières croix sont fabriquées par la maison John Pinches à Londres. Selon des documents découverts récemment par des chercheurs, et contrairement à une croyance répandue, la Monnaie de Paris n'a pas récupéré le stock du fabricant Pinches de Londres (qui avait encore cet ordre dans son catalogue de vente après-guerre) mais le petit stock de croix de fabrication Pinches, ainsi que les matrices ayant servi à la fabrication des croix Pinches, détenues par le cabinet du Général de Gaulle. C'est donc à partir de ces matrices que la Monnaie de Paris a repris la fabrication des Croix de la Libération fin 1945 en les marquant avec son poinçon « corne d'abondance » suivi de la mention « BRONZE » puis « BR », d'où la confusion.

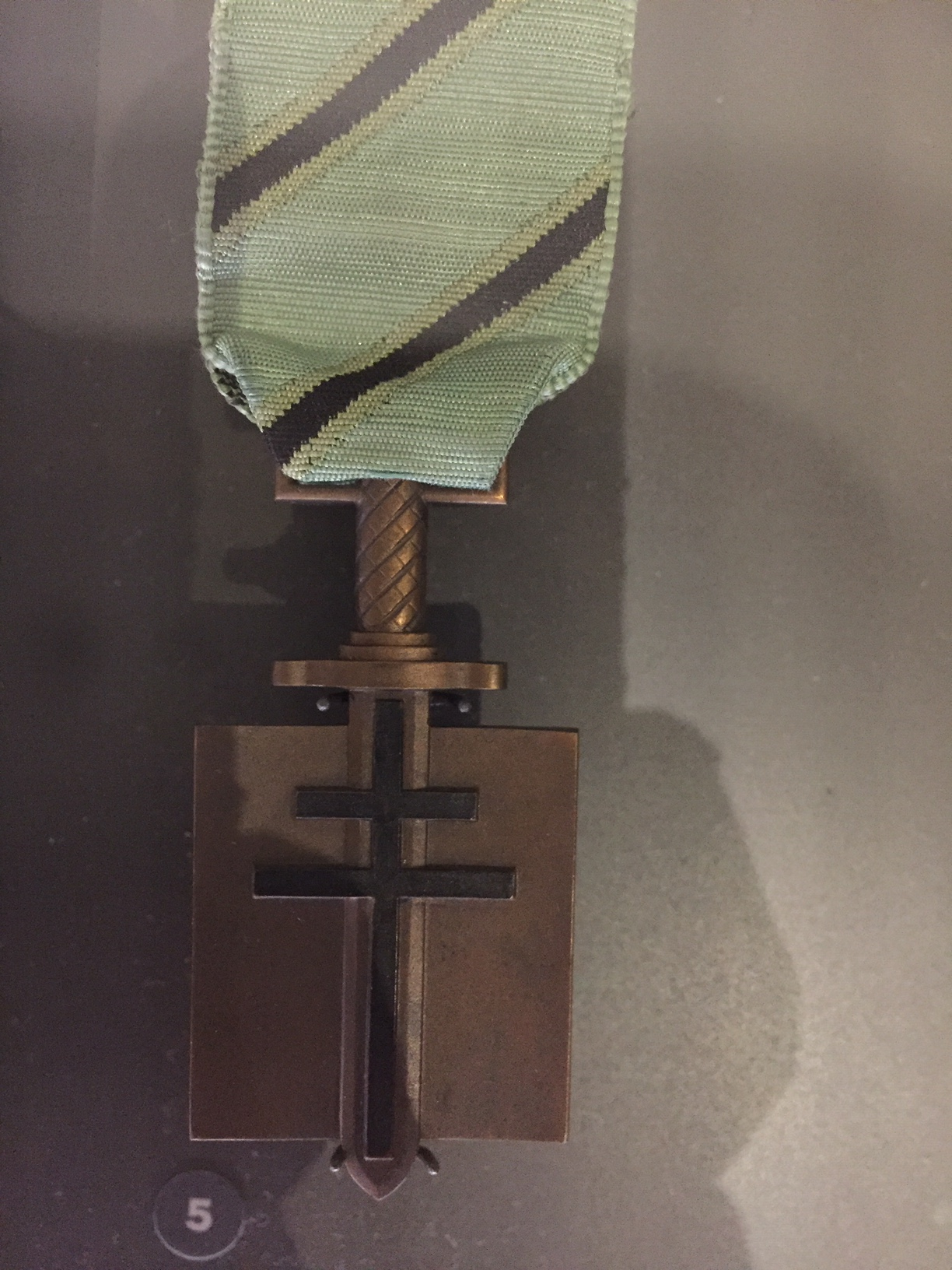
Le 1er modèle de la croix de la libération.

Outre les fabrications locales plus ou moins artisanales dans les divers territoires ralliés à la France libre (Afrique, Moyen-Orient par exemple), bon nombre de fabricants ont créé leurs propres modèles plus ou moins fidèles aux modèles de référence du fabricant Pinches puis de la Monnaie de Paris. Les spécialistes de cette décoration en ont recensé à ce jour[Quand ?] 26 modèles différents : moulages et surmoulages des modèles de référence précités, modèles de fabricants privés (Aubert, René, Bacqueville, Mourgeon, etc.), variantes avec la croix de Lorraine ni laquée, ni émaillée, ni peinte ; croix de Lorraine peinte en marron - et non noir comme ce fut la généralité, etc.

## Lafourragère

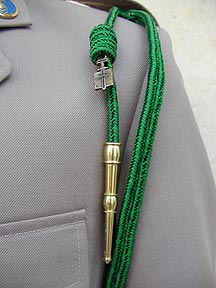
Fourragère de l'Ordre

Par un arrêté du 23 février 1996, le ministre de la Défense a créé la fourragère de l'Ordre de la Libération destinée à pérenniser cet ordre et à préserver de l'oubli, le souvenir des Compagnons de la Libération.
Le 18 juin 1996, au mont Valérien, lors de la cérémonie traditionnelle commémorant l'appel du 18 juin 1940, le président de la République, Jacques Chirac, a remis aux chefs de corps des 17 unités compagnon de la Libération (ou héritières du patrimoine d'unités compagnon) la fourragère aux couleurs vert et noir de l'ordre de la Libération :
| Unité actuelle portant la fourragère                              | Unité actuelle portant la fourragère | Unité titulaire de la croix de la Libération dont elle hérité du patrimoine | Unité titulaire de la croix de la Libération dont elle hérité du patrimoine |
| ----------------------------------------------------------------- | ------------------------------------ | --------------------------------------------------------------------------- | --------------------------------------------------------------------------- |
| Armée de terre                                                    |                                      |                                                                             |                                                                             |
| 1er régiment de parachutistes d'infanterie de marine              | 1er RPIMa                            | 2e régiment de chasseurs parachutistes                                      | 2e RCP                                                                      |
| 13e demi-brigade de Légion étrangère                              | 13e DBLE                             |                                                                             |                                                                             |
| Régiment d'infanterie de marine du Pacifique - Nouvelle-Calédonie | RIMaP-NC                             | Bataillon d'infanterie de marine et du Pacifique                            | BIMP                                                                        |
| Régiment d'infanterie de marine du Pacifique - Polynésie          | RIMaP-P                              | Bataillon d'infanterie de marine et du Pacifique                            | BIMP                                                                        |
| Régiment de marche du Tchad                                       | RMT                                  | régiment de marche du Tchad                                                 | régiment de marche du Tchad                                                 |
| 2e régiment d'infanterie de marine                                | 2e RIMa                              | 2e régiment d'infanterie coloniale                                          | 2e RIC                                                                      |
| 1er régiment de spahis                                            | 1er RS                               | 1er régiment de marche de spahis marocains                                  | 1er RMSM                                                                    |
| 501e régiment de chars de combat                                  | 501e RCC                             |                                                                             |                                                                             |
| 1er régiment d'artillerie de marine                               | 1er RAMa                             | 1er régiment d'artillerie coloniale                                         | 1er RAC                                                                     |
| 3e régiment d'artillerie de marine                                | 3e RAMa                              | I/3e régiment d'artillerie coloniale                                        | I/3e RAC                                                                    |
| Marine nationale                                                  |                                      |                                                                             |                                                                             |
| Sous-marin nucléaire d'attaque Rubis                              |                                      | Sous-marin Rubis                                                            |                                                                             |
| Frégate Aconit                                                    |                                      | Corvette Aconit                                                             |                                                                             |
| École des fusiliers marins                                        | EFM                                  | 1er régiment de fusiliers marins                                            | 1er RFM                                                                     |
| Armée de l'air                                                    |                                      |                                                                             |                                                                             |
| Escadron de chasse 2/30 Normandie-Niémen                          |                                      | Groupe de chasse Normandie                                                  |                                                                             |
| Escadron de chasse 1/30 Alsace                                    |                                      | Groupe de chasse Alsace                                                     |                                                                             |
| Escadron de chasse 2/5 Île-de-France                              |                                      | Groupe de chasse Île-de-France                                              |                                                                             |
| Escadron de chasse 3/33 Lorraine                                  |                                      | Groupe de bombardement Lorraine                                             |                                                                             |

Ont droit au port de cette fourragère tous les membres des unités militaires concernées ainsi que deux exceptions : les membres d'équipage du porte-avions Charles de Gaulle (depuis le 14 juillet 2011) et les militaires issus des régiments de la DGSE, c'est-à-dire le 44e régiment d'infanterie (depuis le 17 septembre 2018).
Le 18 octobre 2019, la ministre des Armées, madame Florence Parly, a remis solennellement à la première année de l'École de l'air le fanion de l'Escadrille française de chasse n°1, il s'agit de la 18e unité. L'EFC1 est ainsi désormais réactivée au sein des armées. Les élèves officiers de première année héritent donc des traditions de l'EFC1 et portent ainsi pendant un an la fourragère de l’Ordre de la Libération.
Le 17 juin 2020, aux Invalides, la ministre des Armées, madame Florence Parly a remis aux élèves du 2e bataillon de l'École spéciale militaire de Saint-Cyr (ESM Saint-Cyr) la fourragère. Ils ont été autorisés à la porter temporairement durant la troisième année de leur scolarité, lorsqu'ils étaient au 1er bataillon. Leur promotion, la promotion Compagnons de la Libération, bénéficia d'une dérogation exceptionnelle pour arborer la fourragère de l'Ordre de la Libération pendant une année.
Le 7 juillet 2020, un arrêté complète ainsi la liste des unités autorisées à porter la fourragère :
- Armée de terre :
  - Centre d'instruction des réserves parachutistes de Romainville,
  - Centre parachutiste d'entraînement spécialisé de Saran,
  - Centre parachutiste d'instruction spécialisée de Perpignan,
  - Centre parachutiste d'entraînement aux opérations maritimes de Roscanvel,
  - 44e régiment d'infanterie,
- Marine nationale :
  - Porte-avions nucléaire Charles de Gaulle, à titre dérogatoire,
  - Bâtiment de soutien à la plongée Alizé basé à Toulon,
- Armée de l'air :
  - Escadron de formation de l'école de l'air, héritier du compagnonnage de l'escadrille française de chasse no 1,
  - Groupe aérien mixte 56 Vaucluse basé à Évreux.

## Organisation

### Grand maître

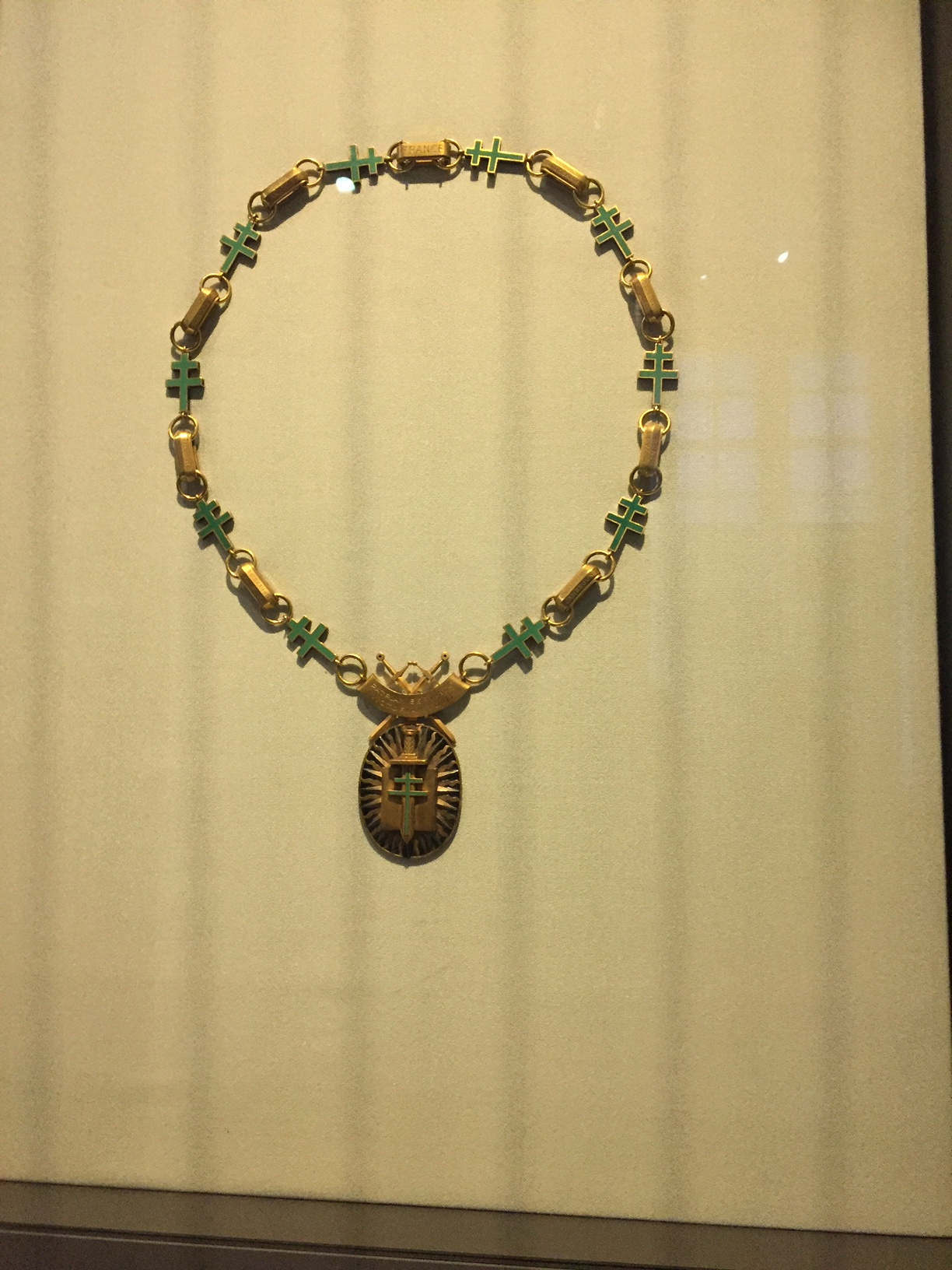
Le collier de grand maître de l'ordre de la libération, conservé au musée de l'armée.

Le général de Gaulle fut le seul et unique grand maître de l'ordre. Très attaché à cette distinction, il reçoit le collier de grand maître, insigne de sa fonction, le 31 août 1947. Il porte le collier de grand maître de l'ordre sur sa photographie officielle de président de la République, au lieu du grand collier de la Légion d'honneur, dont il est alors également le grand maître en tant que président de la République. Le collier est réalisé par Gilbert Poillerat, il est inspiré de celui de l'ordre de Saint-Michel et est composé de neuf maillons d'or, reliés par des croix de Lorraine en émail vert et deux glaives entrecroisés, où sont gravés le nom de la France ainsi que les 18 territoires de l'empire colonial. Il est exposé au musée de l'ordre de la Libération.
Le 9 novembre 1970, à la mort du général de Gaulle, le conseil de l'ordre de la Libération décide qu'il n'aura pas de successeur.

### Chanceliers puis délégués nationaux
De janvier 1941 à novembre 2012, huit chanceliers se sont succédé :
- Amiral Georges Thierry d'Argenlieu (1941-1958) ;
- Général de division François Ingold (1958-1962) ;
- Claude Hettier de Boislambert (1962-1978) ;
- Général d'armée Jean Simon (1978-2002) ;
- Général d'armée Alain de Boissieu (2002-2006) ;
- Pierre Messmer (2006-2007) ;
- François Jacob (2007-2011) ;
- Fred Moore (2011-2012), chancelier d'honneur (2012-2017) ;
- Daniel Cordier, chancelier d'honneur (2017-2020) ;
- Hubert Germain, chancelier d'honneur (2020-2021).

Depuis novembre 2012, la fonction est délégué national du Conseil national des communes « compagnon de la Libération » :
- Fred Moore (2012-2017) ;
- Général de division Christian Baptiste (depuis 2017).

### Secrétaires généraux
- Jules Muracciole (1962-1990) ;
- Loïc Le Bastard[11] (1990-2013) ;
- Yvan Thiébaut[12] (2013-2017) ;
- Aurélie Loison[13] (depuis 2017).

## Les compagnons
Les croix attribuées sont au nombre de 1 061 : 1 038 à des personnes, dix-huit à des unités militaires et cinq à des villes.

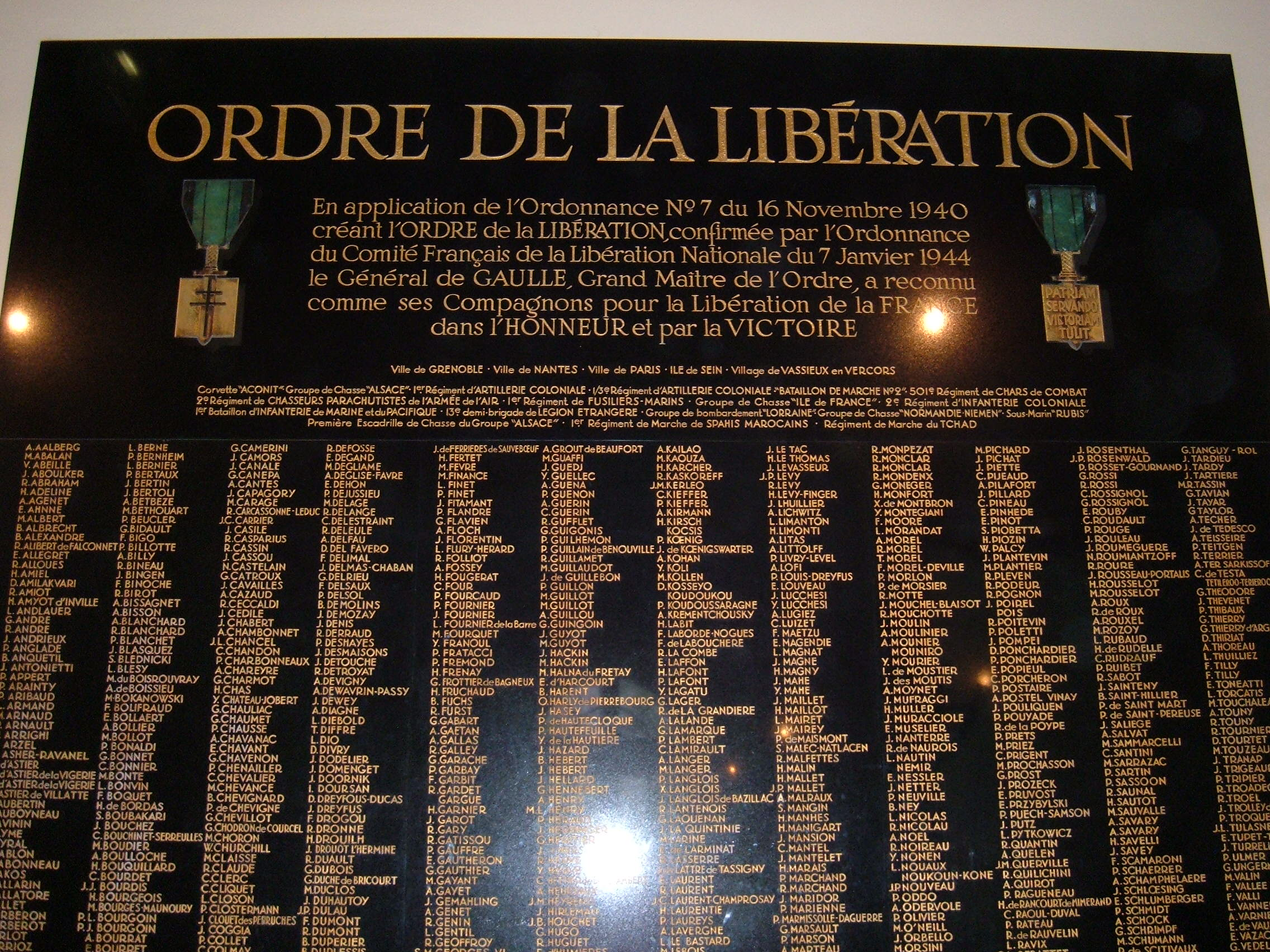
Plaque avec la liste des compagnons. Musée de l'Ordre de la Libération, Hôtel des Invalides, Paris.

Aucun critère d'âge, de sexe, de grade, d'origine, et même de nationalité, n'est exigé. C'est la valeur qui compte et la qualité exceptionnelle des services rendus, qui ne sont pas exclusivement des services combattants.
Le général de Gaulle a tenu à préciser le caractère exceptionnel de cet ordre, ainsi il écrit : « On me propose des candidats qui, bien que très dignes et vaillants combattants, ne répondent pas aux conditions tout à fait exceptionnelles qui justifient l'accession dans l'ordre ».
Pendant la Seconde Guerre mondiale, la décoration est très souvent décernée sous pseudonyme ou identité de guerre. C'est le cas pour Jean Moulin, par exemple, qui est fait compagnon de la Libération, le 17 octobre 1942, sous le nom de « Caporal Mercier ».
Sur les 1 038 personnes décorées de la croix de la Libération, 65 furent tuées avant la fin de la guerre, et 260 la reçurent à titre posthume. Seules six femmes ont la croix de la Libération. 
Sur les 18 unités militaires, on compte neuf unités d'infanteries, une unité marine, deux bâtiments (Rubis et Aconit) et six escadrons aéronautiques.
Les villes Compagnons de la Libération sont Nantes, Grenoble, Paris, Vassieux-en-Vercors et Île-de-Sein.

## Hommages rendus à l'Ordre de la Libération et aux Compagnons

### Défilé du14 juillet 2015à Paris
Un hommage a été rendu à l'Ordre de la Libération en préambule du défilé du 14 juillet 2015 à Paris, où figurait une garde d'honneur pour chaque drapeau ou fanion décoré des dix-huit unités militaires Compagnons de la Libération, ainsi que cinq jeunes filles et garçons portant chacun sur un coussin la Croix de la Libération des cinq communes Compagnons de la Libération. Tous positionnés devant la tribune présidentielle en formant le « V » de la Victoire. La musique de l'équipage de la flotte de Toulon, s'étant positionnée à l'intérieur du V en formant les contours d'une croix de Lorraine. Le Chœur de l'Armée française étant venu combler l'intérieur de la croix.

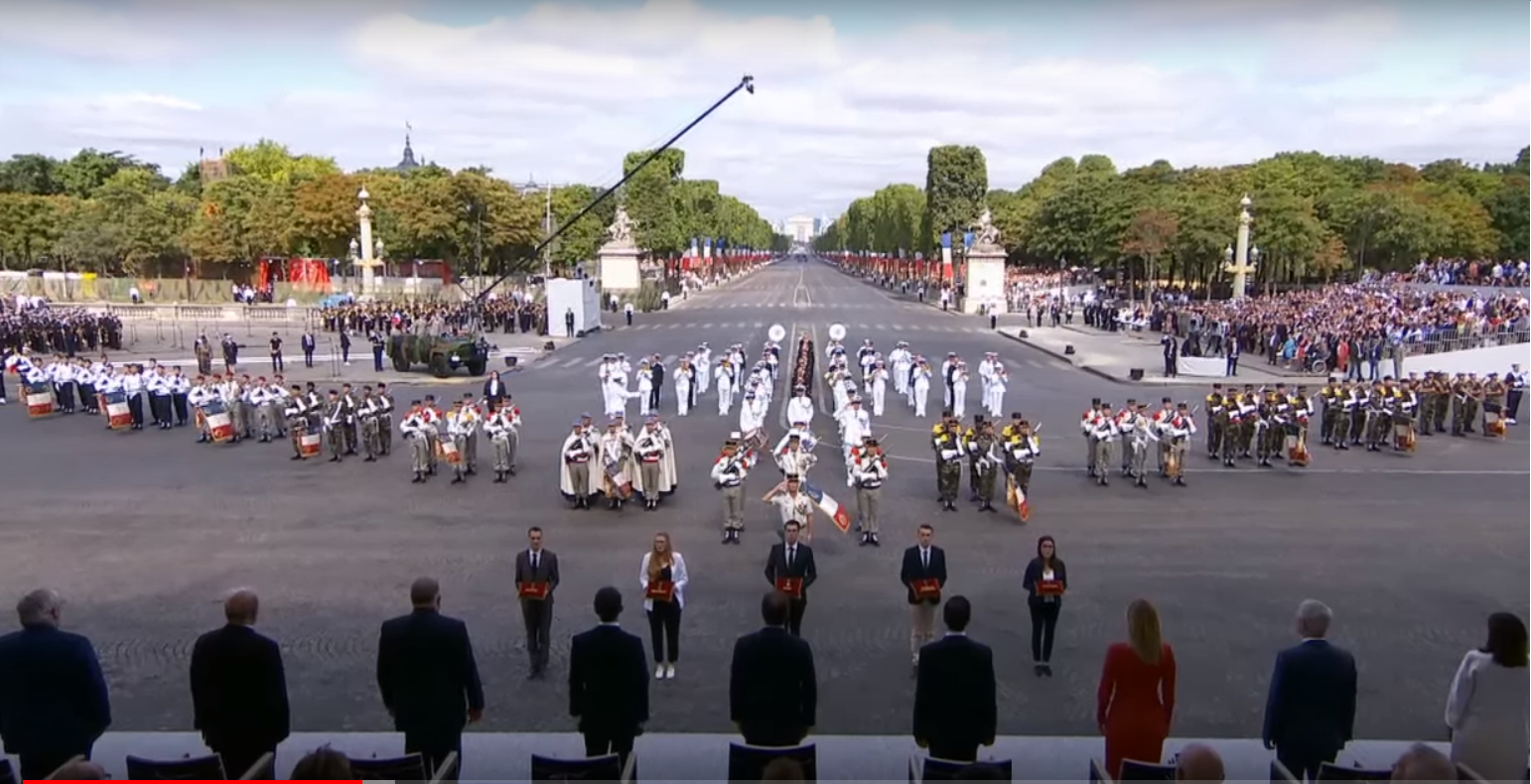
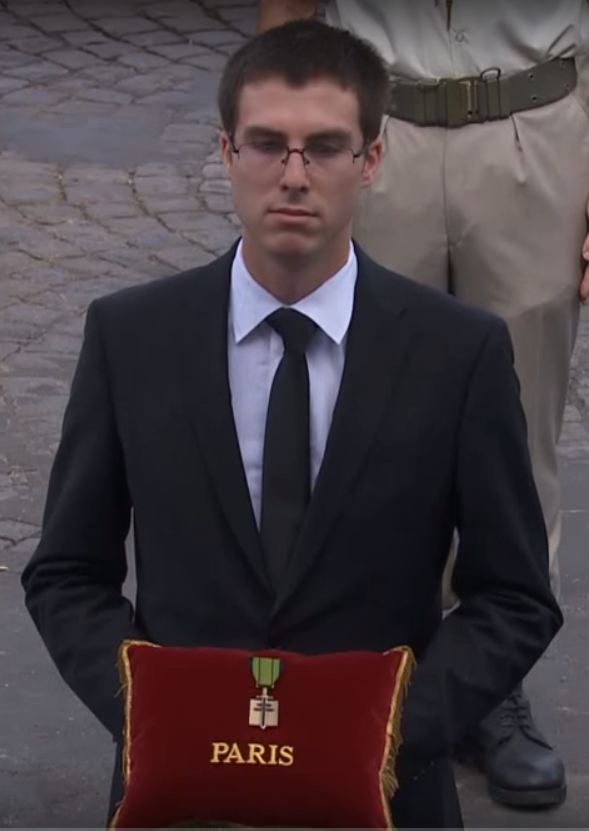
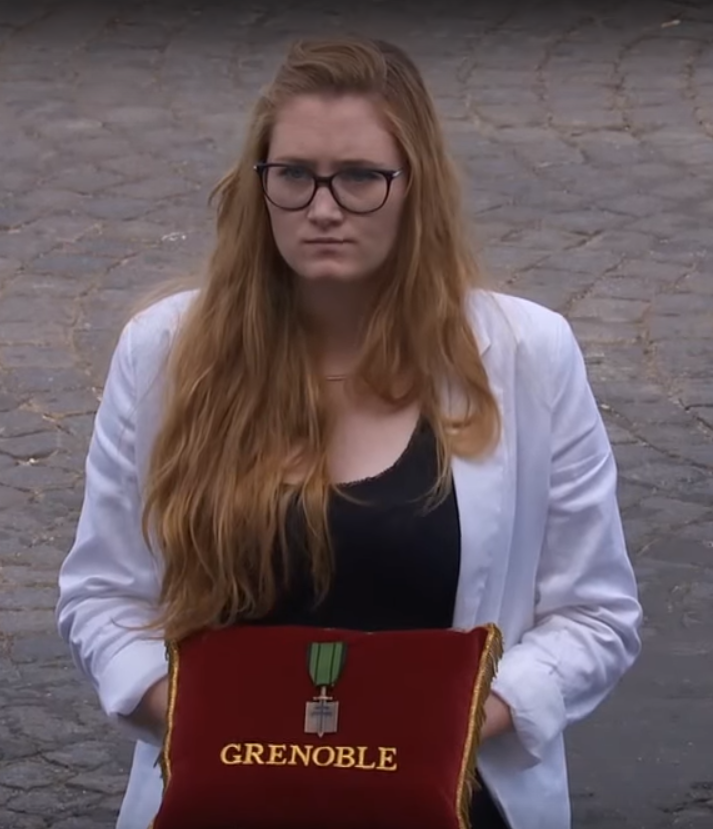
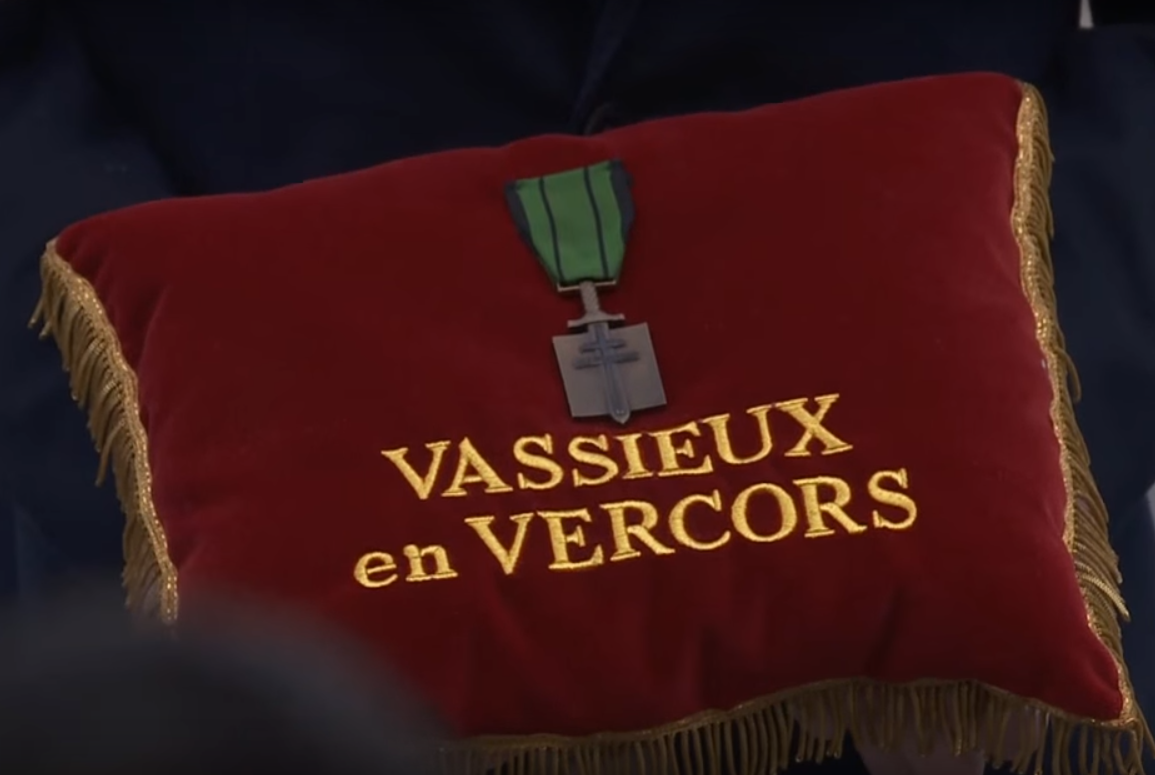
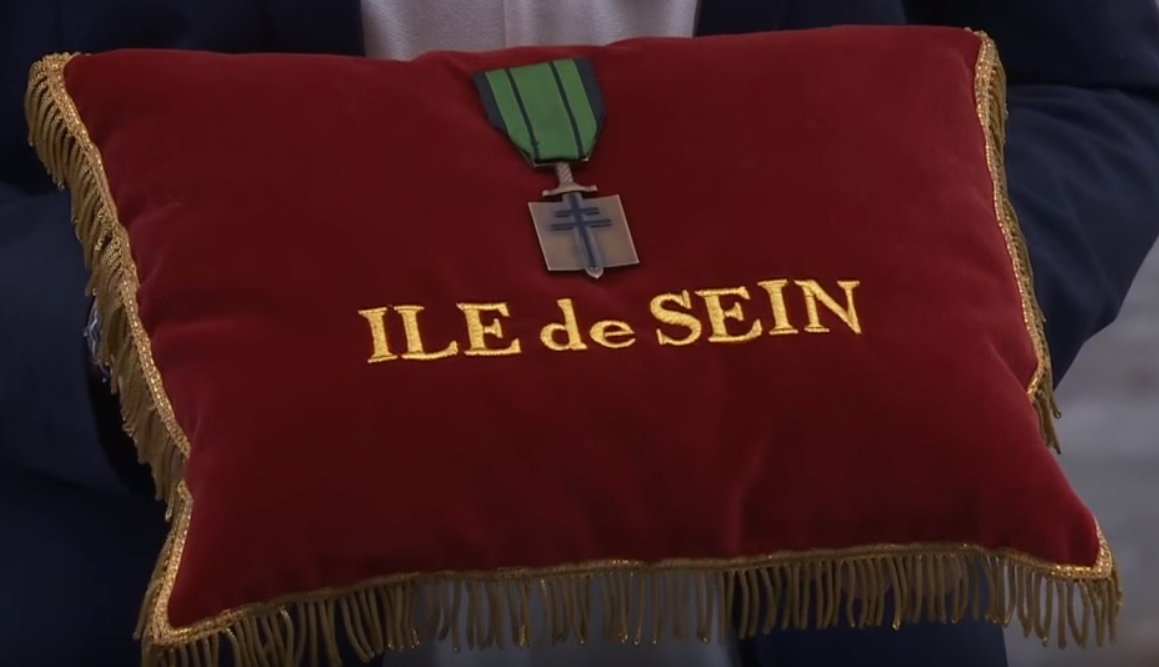

### Promotion 2018-2021 de l'École spéciale militaire de Saint-Cyr
La promotion 2018-2021 de l'École spéciale militaire de Saint-Cyr porte le nom de « Compagnons de la Libération ».